# Аккерманский уезд
Аккерма́нский уезд — (до 1828 года — цинут) — административная единица в Бессарабской области (с 1873 года — Бессарабской губернии) Российской империи (1818—1917), в Молдавской Демократической Республике (1917—1918) и в губернаторстве Бессарабия Румынского королевства (1918—1940, 1941—1944).
Уездный город — Аккерман. Население (1897 год) — 265 247 человек.

## География
По площади уезд занимал территорию в 7 282,7 квадратных вёрст (8 287,9 км²). Располагался на территории Арцизского, Белгород-Днестровского, Килийского, Саратского, Тарутинского, Татарбунарского районов (по состоянию на начало 2020) Одесской области Украины и Штефан-Водского района (точнее Волонтировского и Олонештского) Молдавии.

## История
Уезд был образован в 1818 году в составе Бессарабской области (с 1873 года губернии) России.
29 декабря 1819 года часть Аккерманского уезда отошла особой административной единице — Буджакскому округу. Позже, на территориях, занятых немецкими колониями, были образованы немецкие округа.
В 1829 году Бессарабии передана дельта Дуная, которая изначально была включена в Аккерманский уезд, но уже через год, после образования Измаильского градоначальства, территория дельты отошла последнему.
В 1856 году почти всё причерноморское побережье уезда вместе с бо́льшими частями Измаильского и Кагульского уездов было передано Молдавскому княжеству. Однако уже в 1857—1858 году в состав уезда передана южная часть Комратского уезда (Нижне-Буджакский и Измаильский округа), образованного из части Кагульского уезда, не отошедшей Молдавии.
В период 1918—1940 год Аккерманский уезд являлся частью королевства Румыния, в 1938—1940 годах входил в состав цинута Нистру. При этом из Измаильского уезда в состав Аккерманского была передана территория восточнее озера Сасык, а территории, ранее принадлежавшие Кагульскому уезду, возвращены в состав последнего.
В августе 1940 года Бессарабия была возвращена СССР, при этом Аккерманский и Измаильский уезды переданы в состав Украинской ССР и образовали Аккерманскую (Измаильскую) область. Однако в ноябре 1940 года, по указу Президиума ВС СССР, часть территории уездов возвращена Молдавской ССР и передана в состав Бендерского (Волонтировский район Аккерманского жудеца (Четатя Албэ)) и Кагульского уездов (Джурджулешть, Етулия, Куза-Вода, Кышлица-Прут, Большая Слобозия и Чишмикиой пласы Рени Измаильского жудеца) соответственно.
В период второй румынской оккупации 1941—1944 годов границы уезда были восстановлены по состоянию на 1918 год, а чуть позже западная половина уезда большей частью вошла в новый Килийский уезд, а небольшая её часть передана Измаильскому уезду.
После окончания оккупации, административное деление было восстановлено по состоянию на 4 ноября 1940 года. 15 февраля 1954 года Измаильская область была ликвидирована, её территория вошла в Одесскую область.

## Население
Состав населения по переписи 1897 года:
- Всего — 265 247 чел.
- малорусы (украинцы) — 70 797
- болгары — 56 541
- молдаване — 43 441
- немцы — 43 389
- великорусы (русские) — 25 523
- евреи — 12 280
- гагаузы — 10 381
- цыгане — 1 127
- армяне — 652
- французы — 332
- поляки — 302
- белорусы — 138
- греки — 105

## Населённые пункты
Наиболее значительные населённые пункты на 1897 год (нас.):
- Города: Аккерман (41 178)
- Посады: Шабо (3 894), Папушой[2][3] (2 616), Турлаки (5 202)
- Местечко: Татарбунары (3 897)
- Болгарские колонии: Галица (1 288), Тараклия (3 455)
- Сёла: Ташлык (3 172), Царичанка (Богородицкая) (3 087)

## Административное устройство

### Российская империя (до 1918 года)
По состоянию на 1912 год в состав Аккерманского уезда входило 28 волостей и 5 станов:
- Акмангитская волость — село Акмангит
- Александровская волость — село Александровка
- Арцизская волость — колония Старо-Арциз
- Волонтеровская волость — село Волонтёровка
- Дивизийская волость — село Дивизия
- Ивановско-Болгарская волость — колония Иваново-Болгарская
- Ивановско-Русская волость — село Ивановка Русская
- Клястицкая волость — село Клястиц
- Краснянская волость — село Красное
- Кубейская волость — село Кубей
- Кулевческая волость — село Кулевча
- Кульмская волость — село Кульма
- Малоярославецкая волость — колония Малоярославец
- Надеждинская волость — колония Эйгенфельд
- Николаевско-Новороссийская волость — село Байрамча
- Паланская волость — село Паланка
- Парижская волость — колония Париж
- Плахтеевская волость — село Плахтеевка
- Постольская волость — село Постол
- Саратская волость — село Сарата-Старая
- Староказачья волость — село Староказачье
- Талмазская волость — село Талмазы
- Тарутинская волость — село Тарутино
- Татарбунарская волость — село Татарбунары
- Ташлыкская волость — село Ташлык
- Теплицкая волость — село Теплиц
- Шабская волость — колония Шабо
- Эйгенгеймская волость — колония Эйгенгейм

- 1 стан — село Волонтёровка
- 2 стан — местечко Байрамча
- 3 стан — село Тарутино
- 4 стан — село Татарбунары
- 5 стан — село Кубей

### Румынский период (1918—1940 и 1941—1944 годы)
Территория Аккерманского уезда (жудеца) изначально (по состоянию на 1925 год) была разделена на шесть плас: Волинтирь, Казаки, Тарутино, Татар-Бунар, Ташлык и Тузла (центр — Четатя Альбэ).
Позднее, в 1938 году, границы плас были пересмотрены, а их количество возросло до восьми: из пласы Тузла выделена пласа Лиман (центр — Четатя Албэ), а вместо плас Ташлык и Татар-Бунар образованы пласы Арциз, Новые Иванешты и Сарата (центр — Байрамча).
В 1941 году западная половина уезда отошла Килийскому уезду, в восточной половине остались пласы Байрамча (бывшая Сарата), Волинтирь, Лиман и Тузла, а также муниципий Четатя-Албэ (Аккерман) как самостоятельная единица.